# Black Label (canción de Lamb of God)
«Black Label» es una canción de la banda Lamb of God. Fue lanzado como primer y único sencillo de su segundo álbum de estudio New American Gospel.

## Significado
Esta canción fue escrita sobre lo discriminatoria que puede ser la gente.
- Datos: Q6080199